# Cortoghiana
Cortoghiana è una frazione del comune di Carbonia, sita nei pressi della SS 126, e distante circa 9 km dal centro urbano carboniense. Nei dintorni di Cortoghiana sono presenti altre piccole frazioni tra cui Cuccuru Suergiu, Medau Brau, Medau Desogus, Terra Segada, S'omu beccia, Genna Gonnesa e Flumentepido.

## Storia
Cortoghiana è la più popolosa frazione del comune di Carbonia, conta infatti 2.478 abitanti e fu progettata nel 1939 nei pressi dell'omonima miniera e della zona nota come Corti Ogianu (italianizzato Corti Ogiana o Corti Oghiana), da cui una teoria fa risalire il suo nome. Tale nome gli fu dato dopo la guerra in quanto durante il ventennio l'abitato era noto come "Villaggio Umberto", in onore del figlio del re d'Italia. L'inaugurazione avvenne il 15 maggio 1942, alla presenza del capo del regime fascista Benito Mussolini, che visitò il nuovo centro abitato e la locale miniera, tenendo poi un discorso a Carbonia, meno solenne ma più propagandistico rispetto a quello del dicembre 1938 (influenzato dall'andamento negativo della guerra).

## Monumenti e luoghi di interesse

### Architetture religiose e civili

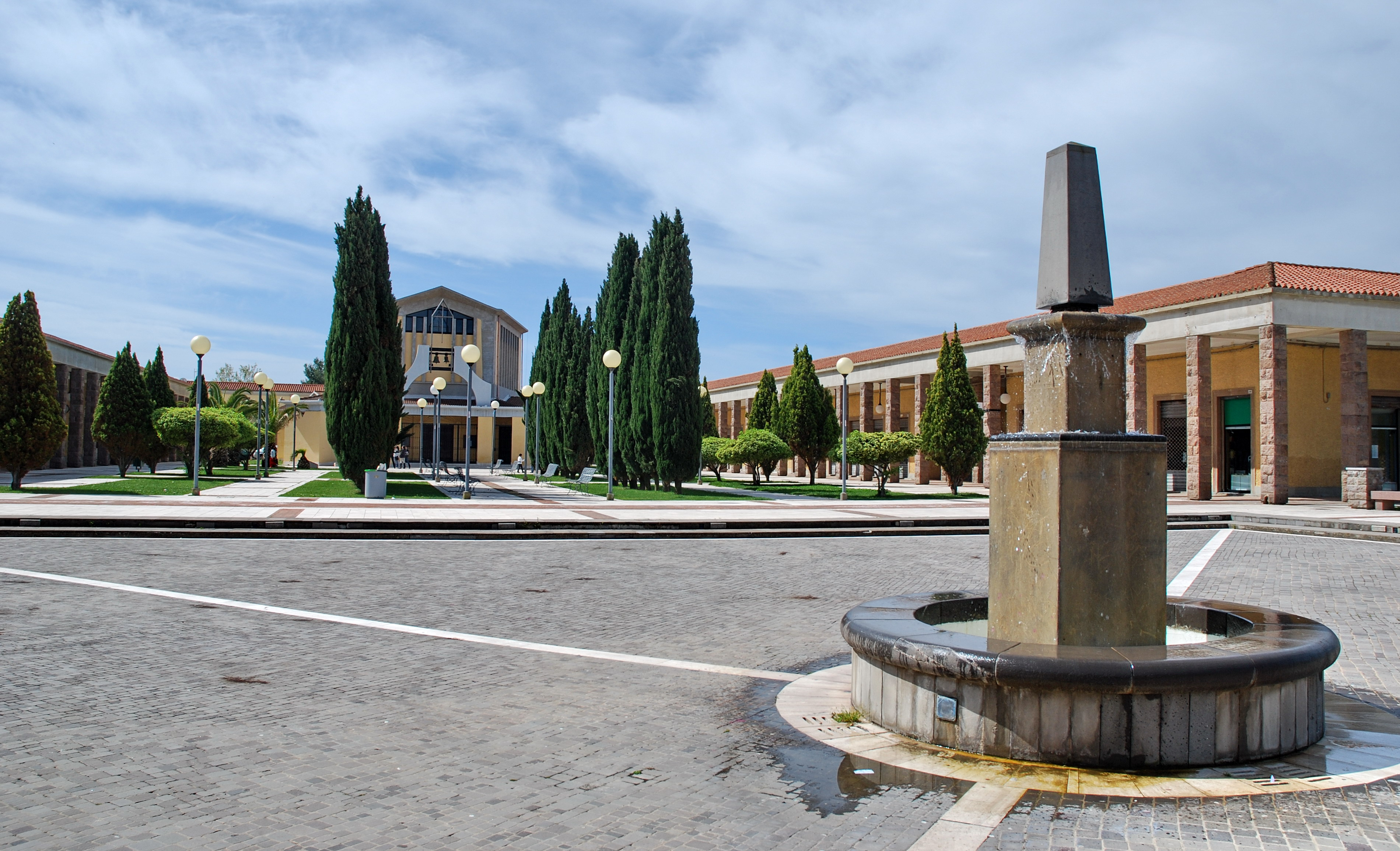
Piazza Venezia

È di particolare rilevanza l'organizzazione urbanistica dell'abitato, di stampo razionalista, e la vasta piazza Venezia, tipico esempio di architettura del Ventennio. Qui si trova anche la chiesa parrocchiale dedicata al Sacro Cuore di Gesù, costruita negli anni cinquanta e non rispondente affatto a quella prevista con torre campanaria nei progetti dall'architetto progettista del villaggio minerario, Saverio Muratori.
A circa due chilometri da Cortoghiana si trovano le imponenti strutture dell'omonima miniera carbonifera, costituita da diversi edifici: direzione mineraria, magazzini, officine e impianti minerari, ora utilizzati per attività artigianali e commerciali.

### Siti archeologici
- Complesso archeologico Corona Maria

## Società

### Evoluzione demografica
Evoluzione demografica della località di Cortoghiana nei vari censimenti secondo i seguenti anni:
| 1951      | 1961      | 1971      | 1981      | 1991      | 2001      | 2011      |
| --------- | --------- | --------- | --------- | --------- | --------- | --------- |
| 3.541 ab. | 3.124 ab. | 2.995 ab. | 2.614 ab. | 2.619 ab. | 2.637 ab. | 2.478 ab. |

## Economia
L'economia dell'abitato è equipollente a quella di Carbonia, con un leggero sviluppo verso il settore terziario e dei servizi.

## Amministrazione
Cortoghiana è stata in passato sede di delegazione comunale e sino al 2011 è stata sede di circoscrizione decentrata del Comune.